# Jan Feliks Rzeszowski
Jan Feliks "Stary" Rzeszowski – żył w XV wieku. Rycerz, proboszcz parafii farnej w Przemyślu, kanonik krakowski z Przybyszówki.
Syn Jana Rzeszowskiego, właściciel dóbr Ogrodzieniec. Fundator kościoła w Łące koło Rzeszowa. Brał udział w bitwie pod Warną (1444). Brat pierwszego arcybiskupa lwowskiego Jana Rzeszowskiego (zm. 1436).
Dzieci:. 
- Jana Rzeszowskiego, biskupa krakowskiego
- Jana zwanego Łąckim
- Jana, kasztelana przemyskiego
- Małgorzata, jej mężem był Stanisław Giedka z Bobowej herbu Gryf